# Fritz Niebel
Friedrich „Fritz“ Niebel (* 24. November 1872 in Wetter (Ruhr); † 12. April 1959) war ein deutscher Architekt, der unter anderem für bedeutsame Geschäfts- und Kaufhäuser in Nordrhein-Westfalen verantwortlich war und als wichtige Architektenpersönlichkeit der ersten Jahrzehnte des 20. Jahrhunderts im Rhein-Ruhr-Raum gilt.

## Leben und Werk
Fritz Niebel eröffnete um 1897 sein eigenes Architekturbüro in der Königstraße 30 in Ruhrort, das heute als Stadtteil zu Duisburg gehört. Um 1900 eröffnete er ein zweites Büro in der Cavalleriestraße 16 in Düsseldorf. In den 1900er Jahren verwies Niebel in seinen Entwürfen auf beide Büros. Zu dieser Zeit entwarf er vor allem Wohn- und Geschäftshäuser. Hervorzuheben ist in dieser Periode das als „monumental“ beschriebene Verwaltungsgebäude der Rheinischen Stahlwerke in Duisburg-Meiderich sowie die Evangelische Kirche in Duisburg-Laar.
Um 1910 nahm Niebels Arbeitspensum in Düsseldorf zu. Er war für die Planung mehrerer Gebäude der damaligen Kaiserswerther Diakonissenanstalt, die in die heutige Diakonie aufging, verantwortlich. Ebenfalls widmete er sich erstmals dem Bau großer Kaufhäuser, in den Innenstädten von Hagen, das als „Musterbeispiel der städtischen Kaufhausarchitektur“ galt, und Recklinghausen, unter anderem für die Unternehmen Alsberg und Althoff. In den 1920er Jahren fokussierte sich Niebel auf die Planung von Kaufhäusern.
Niebels architektonische Tätigkeiten sind bis 1951 nachgewiesen. Er war Mitglied im Bund Deutscher Architekten.
Niebel starb 1959 im Alter von 86 Jahren. Seine Grabstätte befindet sich auf dem Heißbergfriedhof Burtscheid/Aachen.

## Übersicht von Bauwerken
| Bauzeit   | Bezeichnung                                         | Lage                                                             | Anmerkungen | Verweise | Bild                                                       |
| --------- | --------------------------------------------------- | ---------------------------------------------------------------- | --- | -------- | ---------------------------------------------------------- |
| 1898      | Wohn- und Geschäftshaus mit „Adler-Apotheke“        | Duisburg-Beeck Marktplatz 6 Karte                                | wahrscheinlich nur rückwärtige Erweiterung des Erdgeschosses um eine Veranda; nach anderen Quellen wird Niebel der Entwurf des Gebäudes von 1894–1895 zugeschrieben | Nr. 681  | Wohn- und Geschäftshaus mit Adler-Apotheke, Duisburg-Beeck |
| 1900      | Jugendstilfassade                                   | Düsseldorf-Carlstadt Hohe Straße 51 Karte                        | Umgestaltung der Fassade eines Wohn- und Geschäftshauses, das Anfang des 19. Jahrhunderts errichtet wurde, im Jugendstil                                            | Nr. 330  | weitere Bilder                                             |
| 1901      | Geschäftshaus                                       | Duisburg-Marxloh Weseler Straße 13 Karte                         | | Nr. 729  |                                                            |
| 1902–1903 | Evangelisches Gemeindehaus mit Betsaal              | Duisburg-Ruhrort Dr.-Hammacher-Straße 4/6 Karte                  | Niebel übernahm die Bauleitung; der Entwurf des Gebäudes stammt vom Architekten Karl Siebold                                                                        | Nr. 23   | weitere Bilder                                             |
| 1903–1904 | Eckwohnhaus                                         | Düsseldorf-Oberkassel San-Remo-Straße 1 Karte                    | | Nr. 1031 | weitere Bilder                                             |
| 1903–1904 | Wohnhaus                                            | Düsseldorf-Oberkassel Kaiser-Friedrich-Ring 16 Karte             | | Nr. 673  | Wohnhaus, Kaiser-Friedrich-Ring 16, Düsseldorf-Oberkassel  |
| 1904      | Wohn- und Geschäftshaus                             | Duisburg-Ruhrort Landwehrstraße 66 Karte                         | |          |                                                            |
| vor 1905  | Verwaltungsgebäude der Rheinischen Stahlwerke       | Duisburg-Meiderich Mühlenfelder Straße 2 Karte                   | stark vereinfacht erhalten, ohne Nutzung |          |                                                            |
| 1907–1908 | Evangelische Kirche                                 | Duisburg-Laar Apostelstraße 58 Karte                             | | Nr. 741  | weitere Bilder                                             |
| 1909–1910 | Evangelische Christuskirche                         | Jülich Schirmerstraße Düsseldorfer Straße Karte                  | | [ 9 ]    | weitere Bilder                                             |
| 1910      | Diakonissenanstalt Kaiserswerth: Haus Elisabeth     | Düsseldorf-Kaiserswerth Alte Landstraße 159/161 Karte 1, Karte 2 | | Nr. 1284 | weitere Bilder                                             |
| 1910      | Diakonissenanstalt Kaiserswerth: Verwaltungsgebäude | Düsseldorf-Kaiserswerth Alte Landstraße 179b Karte               | | Nr. 1356 | weitere Bilder                                             |
| 1910–1911 | Kaufhaus Alsberg                                    | Hagen Elberfelder Straße 47 Karte                                | heute Hauptfiliale der Commerzbank | [ 3 ]    | ehem. Kaufhaus Alsberg, Elberfelder Straße 47, Hagen       |
| 1910–1911 | Kaufhaus Althoff                                    | Recklinghausen Markt 1 Karte                                     | | Nr. 30   | ehem. Kaufhaus Althoff, Markt 1, Recklinghausen            |
| 1910–1911 | Büro- und Geschäftshaus                             | Düsseldorf-Mitte Königsallee 10 Karte                            | | Nr. 557  | weitere Bilder                                             |
| 1911–1912 | Wohn- und Geschäftshaus                             | Duisburg-Ruhrort Neumarkt 18 Karte                               | durchgreifende Erneuerung eines 1896 errichteten Gebäudes |          |                                                            |
| 1912–1914 | Diakonissenanstalt Kaiserswerth: Schulgebäude       | Düsseldorf-Kaiserswerth Fliednerstraße 32 Karte                  | heute Grundschule | Nr. 335  | weitere Bilder                                             |
| 1927      | Haus Heimatfreude                                   | Düsseldorf-Kaiserswerth Arnheimer Straße 142 Karte               | Gebäude für eine christliche Religionsgemeinschaft | Nr. 1429 | weitere Bilder                                             |
| 1927–1928 | Kaufhaus Alsberg                                    | Gelsenkirchen-Buer Hochstraße 2/4 Karte                          | später Kaufhaus Weiser; Fassaden erhalten | Nr. 128  | ehem. Kaufhaus Alsberg, Hochstraße 2/4, Gelsenkirchen-Buer |
| 1928–1932 | Evangelisches Krankenhaus zu Düsseldorf             | Düsseldorf-Unterbilk Fürstenwall                                 | Modernisierung und Vergrößerung des Krankenhauses; Gebäude nicht erhalten                                                                                           |          | BILDBESCHREIBUNG                                           |